# Shane Van Gisbergen
Shane Van Gisbergen (ur. 9 maja 1989) – nowozelandzki kierowca wyścigowy startujący w serii Supercars. Trzykrotny mistrz tej serii w latach 2016, 2021 i 2022. Dwukrotny zwycięzca prestiżowego wyścigu Bathurst 1000 rozgrywanego w ramach tej serii w 2020 i 2022.

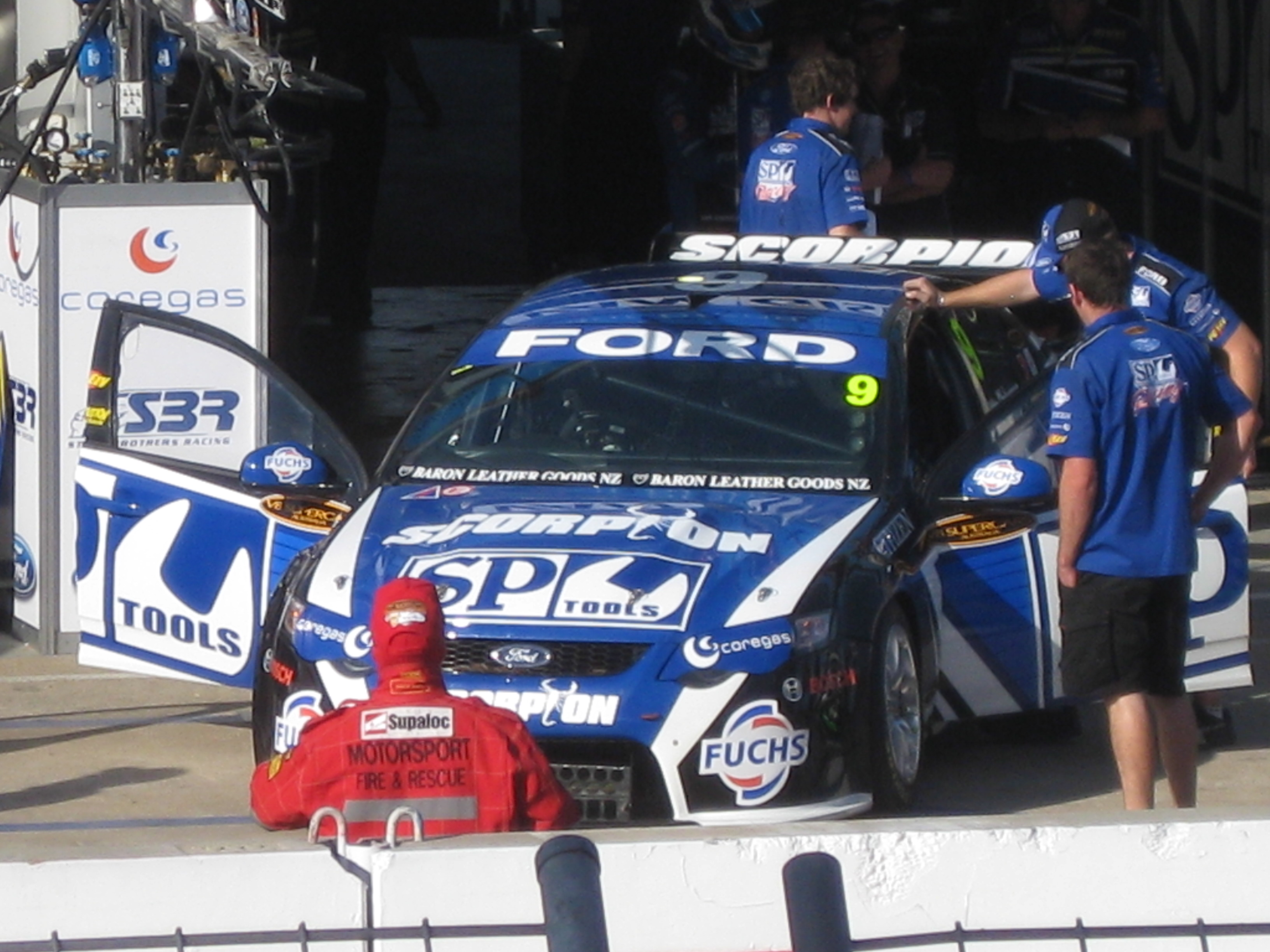
Ford Falcon Van Gisbergena w sezonie 2010

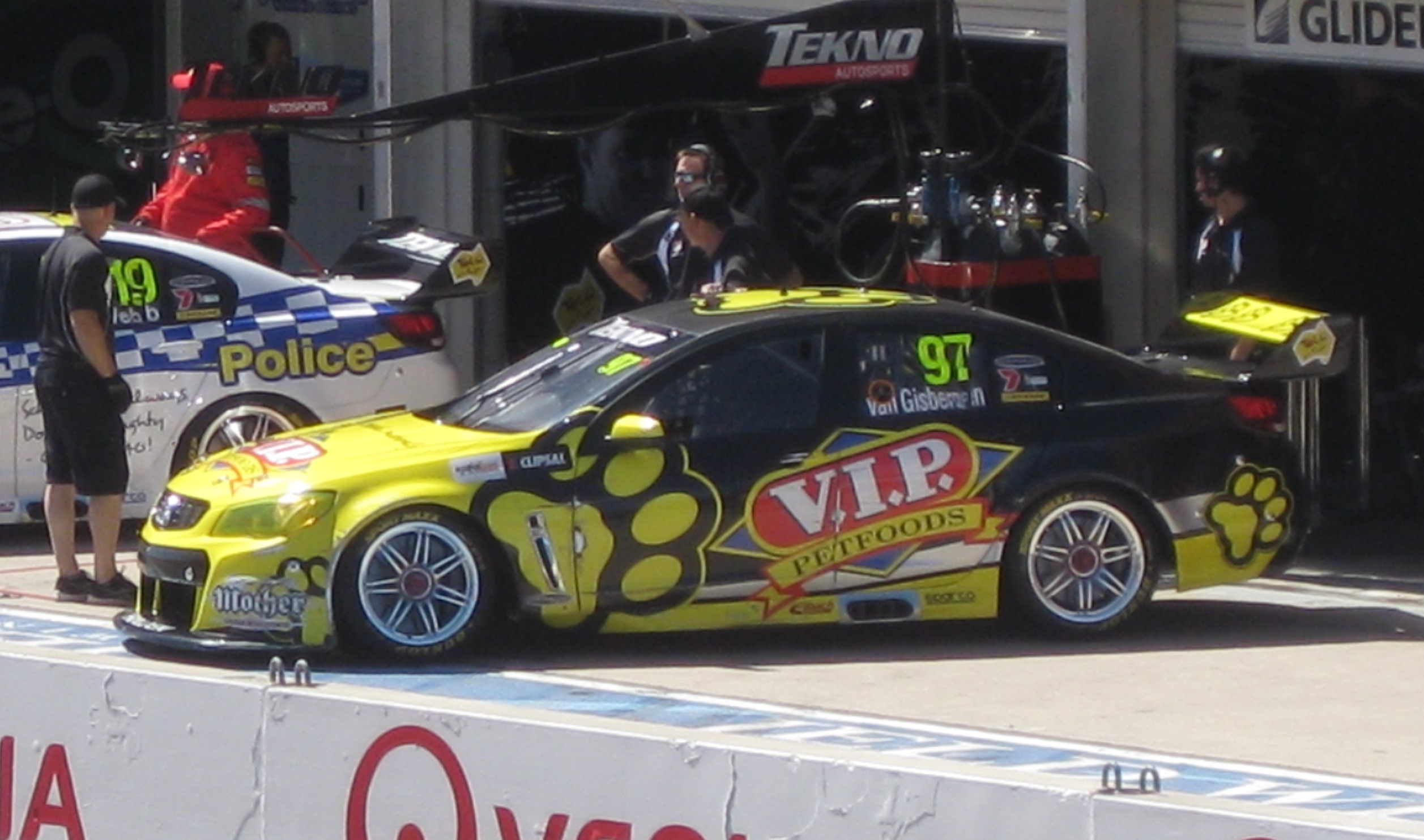
Holden Commodore z sezonu 2013

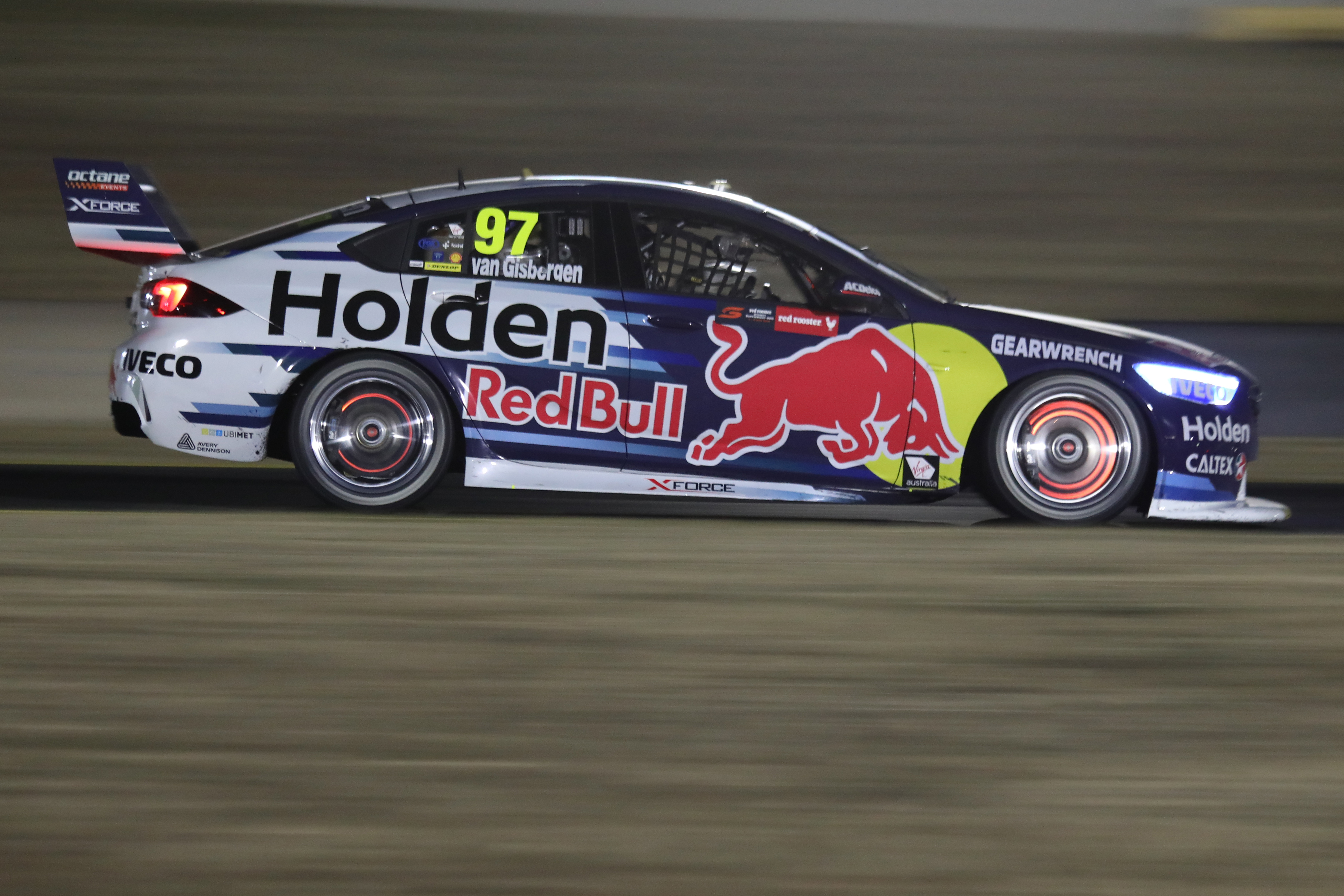
Podczas wyścigu w 2018 roku

W latach 1998–2004 startował w lokalnych zawodach w motocrossie i kartingu. W sezonie 2004/2005 zajął trzecie miejsce w Formule First, następnie zwyciężył w Formule Ford, a w sezonie 2006/2007 zajął drugie miejsce w Toyota Racing Series. Następnie przeniósł się do Australii i w wieku zaledwie osiemnastu lat zadebiutował w serii V8 Supercars. Po zaliczeniu drugiej części sezonu 2007 w nowozelandzkim zespole Team Kiwi Racing, podpisał wieloletni kontrakt na starty w renomowanym zespole Stone Brothers Racing i od sezonu 2008 został jego kierowcą. 17 kwietnia 2011, podczas nowozelandzkiej rundy serii w Hamilton, odniósł swoje pierwsze zwycięstwo w V8 Supercars. W dalszej części sezonu dołożył jeszcze zwycięstwo w Hidden Valley i w wyścigu kwalifikacyjnym w Phillip Island, a cały sezon zakończył na czwartej pozycji.
Sezon 2012 miał dość równy, jednak kilka ostatnich wyścigów sezonu było wyjątkowo nieudanych i w klasyfikacji zajął szóste miejsce z zaledwie jednym zwycięstwem w wyścigu kwalifikacyjnym na torze Sandown. Dodatkowo pod koniec sezonu ogłosił, że rozwiązał obowiązujący jeszcze 3 lata kontrakt i wycofuje się na jakiś czas ze sportu, jako powód podając względy personalne. Jednak już dwa miesiące później pojawiły się pogłoski, że Van Gisbergen będzie jednak startować w V8 Supercars, ale w innym zespole. Potwierdziły się one pod koniec stycznia gdy ogłoszono, że Nowozelandczyk wystartuje w zespole Tekno Autosports.
Po trzech udanych sezonach w Tekno Autosports, przeszedł do jednego z najsilniejszych zespołów w stawce - Triple Eight Race Engineering. Już w pierwszym sezonie startów w nowym zespole, w 2016 roku, zdobył tytuł mistrza Supercars. W kolejnych sezonach nadal był w czołówce zdobywając dwukrotnie drugie i raz trzecie miejsca w klasyfikacji. W 2020 wygrał prestiżowy wyścig Bathurst 1000. W kolejnym sezonie był bezkonkurencyjny zdobywając swój drugi tytuł mistrzowski, a w 2022 zdobył zarówno tytuł mistrzowski oraz wygrał wyścig Bathurst 1000.

## Starty w karierze
| Sezon     | Seria                                   | Zespół                        | Starty | PP | Zwyc. | Punkty | Pozycja |
| --------- | --------------------------------------- | ----------------------------- | ------ | -- | ----- | ------ | ------- |
| 2004/2005 | NZ Formula First                        |                               | 24     |    |       | 1314   | 3.      |
| 2005/2006 | NZ Formula Ford                         |                               | 19     | 5  | 12    | 1340   | 1.      |
| 2006/2007 | Toyota Racing Series New Zealand        | International Motorsport      | 23     | 3  | 2     | 1120   | 2.      |
| 2007      | V8 Supercar Championship Series         | Team Kiwi Racing              | 17     | 0  | 0     | 23     | 43.     |
| 2008      | V8 Supercar Championship Series         | Stone Brothers Racing         | 37     | 0  | 0     | 1614   | 15.     |
| 2009      | V8 Supercar Championship Series         | Stone Brothers Racing         | 29     | 0  | 0     | 1970   | 12.     |
| 2010      | V8 Supercar Championship Series         | Stone Brothers Racing         | 27     | 0  | 0     | 2391   | 6.      |
| 2011      | International V8 Supercars Championship | Stone Brothers Racing         | 29     | 0  | 2     | 2672   | 4.      |
| 2012      | International V8 Supercars Championship | Stone Brothers Racing         | 31     | 1  | 0     | 2554   | 6.      |
| 2013      | International V8 Supercars Championship | Tekno Autosports              | 36     | 4  | 2     | 2508   | 5.      |
| 2014      | International V8 Supercars Championship | Tekno Autosports              | 38     | 3  | 5     | 2781   | 2.      |
| 2015      | International V8 Supercars Championship | Tekno Autosports              | 36     | 1  | 2     | 2712   | 4.      |
| 2016      | International V8 Supercars Championship | Triple Eight Race Engineering | 29     | 6  | 8     | 3368   | 1.      |
| 2017      | Supercars Championship                  | Triple Eight Race Engineering | 26     | 3  | 5     | 2769   | 4.      |
| 2018      | Supercars Championship                  | Triple Eight Race Engineering | 31     | 6  | 7     | 3873   | 2.      |
| 2019      | Supercars Championship                  | Triple Eight Race Engineering | 31     | 4  | 5     | 3310   | 2.      |
| 2020      | Supercars Championship                  | Triple Eight Race Engineering | 27     | 2  | 4     | 2095   | 3.      |
| 2021      | Supercars Championship                  | Triple Eight Race Engineering | 31     | 6  | 14    | 2930   | 1.      |
| 2022      | Supercars Championship                  | Triple Eight Race Engineering | 34     | 7  | 21    | 3523   | 1.      |